# Aeroportul Internațional Providenciales
Aeroportul Internațional Providenciales (IATA: PLS, ICAO: MBPV) este un aeroport din Providenciales⁠(d), Insulele Turks și Caicos, Regatul Unit ce deservește zona Providenciales⁠(d). A fost numit după zona deservită.
Situat la o altitudine de 15 m, aeroportul dispune de 1 pistă.

## Infrastructură

### Piste
Aeroportul dispune de o singură pistă. Pista are orientarea 10/28.